# Brooklyn-Manhattan Transit Corporation

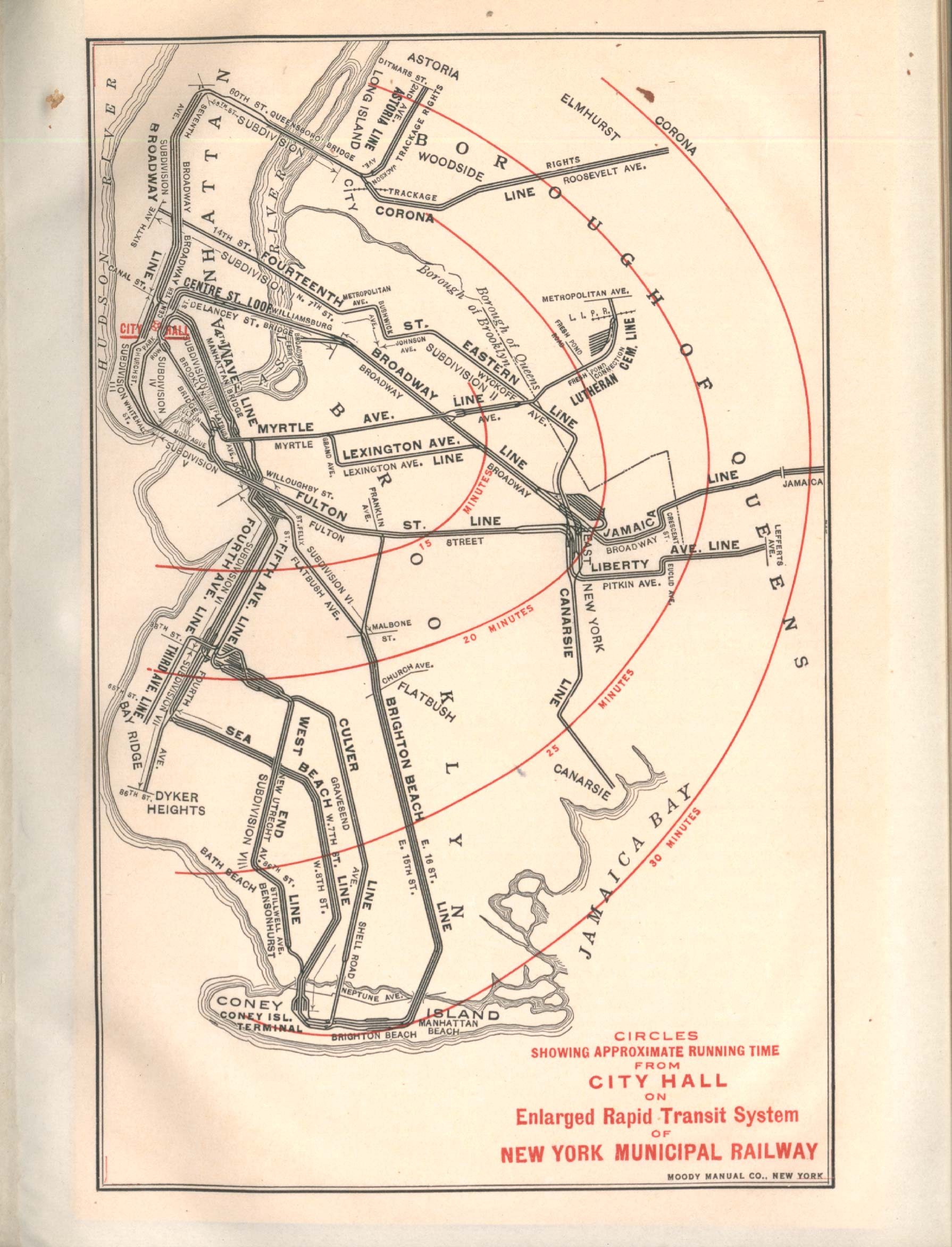
Un mapa de 1914 mostrando lo que era la propuesta para la expansión de la línea BRT. Las únicas diferencias de lo que se construyó fue que el nuevo túnel de la calle 60 fue usado en vez del puente Queensboro, en el lado Manhattan del puente de Brooklyn, la conexión nunca fue construida, y varias líneas terminaron con pocas vías de lo que se esperaba.

Brooklyn-Manhattan Transit Corporation (BMT) fue un empresa de transporte público, con sede en Brooklyn, Ciudad de Nueva York, Estados Unidos, incorporada en 1923. Actualmente la división BMT del metro de la ciudad de Nueva York. Junto con la división IND, es operacionalmente descrita como la división B. La ruta original de la BMT tenían las letras de J a la R, al igual que Franklin Avenue Shuttle (S). Los antiguos servicios IND del servicio B, D  y F  parcialmente usaban las señales BMT, aunque lo hacen algunas secciones del servicio A  en Queens, mientras que los servicios W y Z usan la N y J.

## Operaciones
La línea BMT operaba el servicio público (metro y líneas elevadas) sobre la Corporación de Transporte Público de Nueva York y tranvías y buses sobre Brooklyn and Queens Transit Corporation.